# Fundación para la Cultura Urbana
Fundación para la Cultura Urbana (FCU) es una fundación de carácter cultural, sin fines de lucro, creada en el año 2001 en Caracas, con la finalidad de dedicarse al «estudio de la ciudad, de sus fenómenos, de las dinámicas que se generan en toda urbe, y a la divulgación de ese conocimiento».
FCU se dedica a la investigación y la difusión de la cultura urbana venezolana, a través de una labor editorial, investigativa y educativa, que incluye la organización del Premio Anual Transgenérico, la propuesta de conferencias y cursos abiertos al público, la publicación de narrativa, ensayo, fotolibro y poesía contemponárena.

## Historia
FCU fue creada  en 2001 por iniciativa de Hermann Sifontes Tovar, Gabriel Osío Zamora, Juan Carlos Carvallo, Jesús Quintero Yamín, Ernesto Rangel y Miguel Osío Zamora.
FCU está encabezada por el historiador Elías Pino Iturrieta y tiene como presidente vitalicio al poeta Rafael Cadenas (Premio Cervantes 2022).

## Editorial

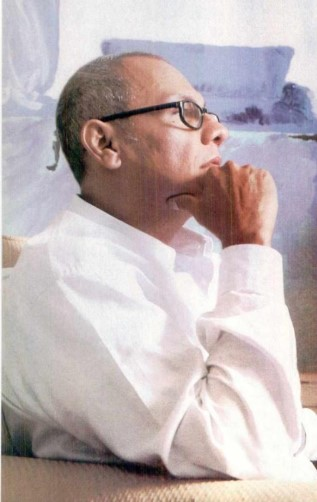
William Niño Araque, figura importante en la primera etapa de la FCU.

Entre las colecciones de la editorial FCU destacan la colección numerada que incluye a narrativa, crónica, ensayos y poesía venezolana contempóranea, de autores como Elisa Lerner, Alejandro Oliveros, Rafael Cadenas, Juan David García Bacca, Vasco Szinetar, Juan Liscano, Jacqueline Goldberg, Ana Teresa Torres, Héctor Torres, Karina Sainz Borgo, Hensli Rahn, José Balza, Fedosy Santaella o Karl Krispin.
Por su parte, la Colección Visor se encarga de la difusión de los grandes poetas venezolanos en el ámbito de la lengua española, junto con la casa editorial madrileña Visor, con la publicación de poemarios de Juan Sánchez Peláez, Verónica Jaffé, Arturo Gutiérrez Plaza, Ígor Barreto y Gabriela Kizer.
Igualmente, la colección cuadernos, recoge conferencias y entrevistas de autores como Fernando Savater, Juan Villoro, Santiago Gamboa o Luis García Montero, la pintora Luisa Richter, el compositor Aldemaro Romero o el arquitecto Tomás José Sanabria.
Por último, el Proyecto Cenital consiste en una colección que «reúne un recorrido fotográfico aéreo de las principales ciudades del país, tomadas por el ojo experto de Nicola Rocco, y una reflexión urbanística, arquitectónica y simbólica en torno a las mismas, por parte de distintos especialistas y profesionales locales. Este conjunto, que constituye ya una referencia importante en el estudio de la manera en que pensamos y observamos un fenómeno humano tan complejo como las ciudades, se propuso el registro y la actualización de la mancha urbana de tres ciudades venezolanas: Caracas, Valencia y Maracaibo.» En estos tres libros «se conjuga la mirada visionaria del arquitecto ya fallecido William Niño Araque, el talento fotográfico de Nicola Rocco y el diseño de Pedro Quintero».

## Investigación

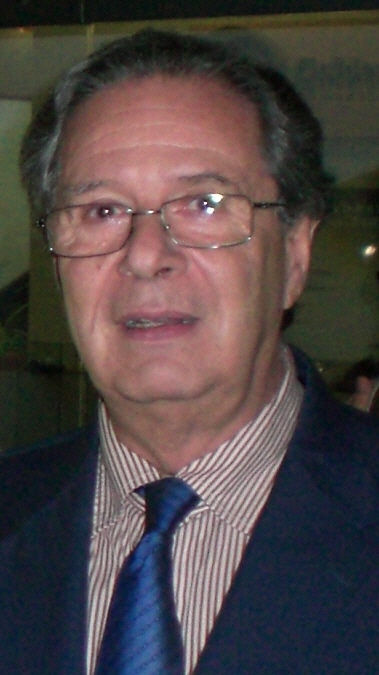
Elías Pino Iturrieta, Presidente de la FCU.

LA FCU coordina en la actualidad en proyecto de investigación El siglo XX venezolano, que pretende llevar a cabo una revisión transdisciplinaria del siglo XX venezolano. Se trata de «un gran examen panorámico que pretende abarcar todos los ámbitos de la vida de la nación, con énfasis en aquellos que construyeron la sociedad que conocemos y trazaron su particularidad, desde el año 1900 hasta el 2000». Cuenta con colaboradores como Inés Quintero, Diego Bautista Urbaneja, Roberto Briceño-León y Guillermo Tell Aveledo.
El proyecto ha producido cuatro volúmenes:
- La política en el siglo XX venezolano
- La sociedad en el siglo XX venezolano
- La arquitectura en el siglo XX venezolano
- Ciudad, urbanización y urbanismo en el siglo XX venezolano

## Premio Anual Transgenérico
Desde el año 2001, la FCU organiza el Premio Anual Transgenérico, que tiene como finalidad «impulsar la creación literaria en cualquiera de sus géneros y promover todos los imaginarios, expresiones y fenómenos urbanos culturales». Sus ganadores han sido:
- 2023: Sandra Caula, Gramática sensible
- 2022: Martha Durán, Ver morir a los perros
- 2021: Fidel Maguna, Tres novelitas invisibles
- 2020: Luis Carlos Azuaje, Los verdaderos paraísos
- 2019: Krina Ber, Ficciones asesinas
- 2018: Slavko Zupcic, Curso (rápido y sentimental) de italiano
- 2017: Alberto Hernández, El nervio poético
- 2016: Pedro Plaza Salvati, Lo que me dijo Joan Didion
- 2015: Roberto Echeto, Maniobras elementales
- 2014: Ricardo Ramírez Requena, Constancia de la lluvia. Diario 2013-2014
- 2013: Gustavo Valle, Happening
- 2012: Jacqueline Goldberg, Las horas claras
- 2011: Gina Saraceni, Casa de pisar duro
- 2010: Roberto Martínez Bachrich, Tiempo hendido: un acercamiento a la vida y obra de Antonia Palacios
- 2009: Arturo Gutiérrez Plaza, Itinerarios de la ciudad en la poesía venezolana: una metáfora del cambio
- 2008: Pedro Enrique Rodríguez, Oficio de lectores. Textos de detectivismo literario y especulaciones narrativas
- 2007: Paulette Silva Beauregard, Las tramas de los lectores: estrategias de la modernización cultural en Venezuela (siglo XIX)
- 2006: Sebastián de la Nuez, Calles de lluvia, cuartos de pensión
- 2005: Francisco Massiani, Florencio y los pajaritos de Angelina, su mujer
- 2004: Diego Bautista Urbaneja, Bolívar, el pueblo y el poder
- 2003: Wilfredo Machado, Poética del humo. Antología impersonal
- 2002: Andrés Stambouli, La política extraviada. Una historia de Medina a Chávez
- 2001: María Antonieta Flores, Índigo